# Gömöry Zsolt
Gömöry Zsolt, becenevén Göme (Budapest, 1962. július 9. –) Máté Péter-díjas magyar billentyűs, zeneszerző, zenei rendező, az Edda Művek tagja.

## Pályafutása
Első együttese a Pók, majd a Derby volt. 1982-ben a Piramis koncertjein volt állandó közreműködő, majd az Edda Művek Platina-turnéján fúvós hangszereken játszva vett részt.
1985-ben részt vett az Edda újjáalakításában, kezdetben vendégzenész státuszban, majd az 5. album megjelenése után Pataky Attila és Fortuna László előléptették állandó taggá. Azóta ő az együttes legtöbb dalának zeneszerzője.
Az 1999-es Népstadion-beli koncerttől kezdve az Omega „tiszteletbeli tagja”, 2005-ig vett rész az együttes koncertjein. Később közreműködött az Omega Rhapsody, Omega Szimfónia & Rapszódia, valamint az Omega Oratórium albumok felvételein is, az Omega Szimfónia dalait ő hangszerelte át nagyzenekarra. Játszott az albumok élő bemutatóin és az együttes 50 éves jubileumi koncertjein is.
2001 óta az általa írt szignállal kezdődik az RTL Híradója, majd további műsorokhoz készített főcímzenét, emellett 2010-ben Csajtay Csabával közösen ő szerezte a TV2 által sugárzott Megasztár című tehetségkutató műsor ötödik évadának búcsúdalát, mely az Álomvilág címet viselte. Ezen kívül több produkcióban vett részt zeneszerzőként, producerként (Baby Sisters, Blow Up, Vad Angyalok). Egy szólólemezt és egy gyereklemezt is készített. 2005-ben, valamint 2009-től 2011-ig a Keresztes Ildikó Bandben is játszott, három Keresztes Ildikó nagylemezen billentyűzött. 
2020-ban elkapta a koronavírust, de több hetes kórházi kezelést követően felépült.
Három gyermek, Dóra (1993), Zsolt (2010) és Anna (2012) édesapja.

## Díjak
- Máté Péter-díj (2025)

## Hangszerei
Jelenlegi:
- Roland RD-700NX Színpadi zongora (2 db,  az egyik dedikált)
- Roland A-37 Midi keyboard
- M100-as Hammond-orgona
- A100-as Hammond-orgona
- A3-as Hammond- orgona
- Roland AX-Synth
- Roland AX-7
- Roland AX-Edge

Korábbi:
- Roland AX-1
- Roland Fantom G7
- Roland Fantom X8
- Yamaha Clarinova PF
- Yamaha TG500
- Yamaha SY99
- Roland A-90
- Roland JP 8000
- Roland V-Synth GT
- Moog Prodigy
- Crumar LEM Bit 99
- Casio AZ-1

## Diszkográfia

### Szólólemezek
- 1997: X-változat

### Edda Művek
- 1985: Edda Művek 5.
- 1986: Edda Művek 6.
- 1987: Változó idők
- 1988: Pataky–Slamovits
- 1989: Szaga van
- 1990: Győzni fogunk (1990; MAHASZ Top 40 #20)
- 1990: Best of Edda 1980–1990 (1990; MAHASZ Top 40 #4)
- 1991: Szélvihar (1991; MAHASZ Top 40 #5)
- 1992: Edda Művek 13. (1992; MAHASZ Top 40 #2)
- 1992: Az Edda két arca (1992; MAHASZ Top 40 #4)
- 1993: Elveszett illúziók (1993; MAHASZ Top 40 #2)
- 1994: Lelkünkből (1994; MAHASZ Top 40 #2)
- 1994: Edda Karaoke (1994; MAHASZ Top 40 #11)
- 1994: Sziklaszív (1994; MAHASZ Top 40 #2)
- 1995: Edda Blues (1995; MAHASZ Top 40 #2)
- 1995: Edda 15. születésnap (1995; MAHASZ Top 40 #11)
- 1996: Elvarázsolt Edda-dalok
- 1997: Edda 20. (1997; MAHASZ Top 40 #4)
- 1997: Lírák II. (1997; MAHASZ Top 40 #18)
- 1999: Fire and Rain (1999; MAHASZ Top 40 #22)
- 1999: Nekem nem kell más (1999; MAHASZ Top 40 #9 – Aranylemez)
- 2003: Örökség (2003; MAHASZ Top 40 #6)
- 2005: Isten az úton (2005; MAHASZ Top 40 #5)
- 2005: Platina
- 2006: A szerelem hullámhosszán (2006; MAHASZ Top 40 #6)
- 2009: Átok és áldás (2009; MAHASZ Top 40 #3)
- 2012: Inog a világ (2012; MAHASZ Top 40 #8)
- 2015: A sólyom népe
- 2018: Dalok a testnek, dalok a léleknek
- 2021: A hírvivő

### Keresztes Ildikó
- 1999: Nem tudod elvenni a kedvem (2011; MAHASZ Top 40 #32)
- 2008: Minden, ami szép volt (2008; MAHASZ Top 40 #6 – Aranylemez)
- 2010: Csak játszom (2010; MAHASZ Top 40 #3 – Aranylemez)

### Omega
- KonceRt. – Népstadion 1999 (dupla CD, 1999)
- KonceRt. – Népstadion 1999 (dupla VHS, 1999)
- KonceRt. – Népstadion 1999 (DVD, 2000) – Rövidebb felvétel, mint a VHS. Külföldi kiadása (egy interjúval bővítve): Live in Budapest (2001).
- A bulik MÁSKÉPpen (DVD, 2001) – Kiegészítés az  Omega 1994-es és 1999-es koncert-DVD-ihez, a készülődés felvételeivel és lemaradt dalokkal.
- Szuperkoncert – Népstadion 2001. június 2. (DVD, 2002) – az Illés és Metro blokkjával közösen és önállóan is megjelent.
- Napot hoztam, csillagot (CD, 2004)
- Napot hoztam, csillagot (DVD, 2004) – A turné debreceni állomásán készült felvétel.
- Napot hoztam, csillagot koncertturné 2004 (DVD, 2005) – 50 perces felvétel a Puskás Ferenc Stadionban adott koncertről és néhány dal a vidéki turné valamennyi állomásáról.
- Tízezer lépés Erdélyben – a Duna Televízió kétrészes koncert-riportfilmje a 2005-ös marosvásárhelyi koncertről.
- Égi jel: Omega  (2006) – a Versenyző című dal orgonaszólóját játssza

### Közreműködik
- Kölyökklub
- Bíró Ica – Lélekszépítés – zeneszerző
- Baby Sisters – Lesz, ami lesz (2000) – zeneszerző
- Csupaszív – Világslágerek Pataky-módra (2000) – Pataky Attila szólóalbuma
- Blow Up – Sokszor a felszín alatt van a lényeg (2001) – zenei rendező, hangszerelő
- Kóbor János – Omega Rhapsody (2010)
- Omega Szimfónia & Rapszódia (2012) – nagyzenekari hangszerelés (Szimfónia)
- Omega Oratórium (2013)